# Wolf 359
Wolf 359 és la quarta estrella més propera al Sol, després d'α Centauri, l'estel de Barnard i WISE 1049-5319. Està situada a 7,78 anys llum. Es tracta d'una nana roja, invisible a ull nu, i variable de tipus fulgurant, de manera que la seva brillantor pot augmentar sobtadament, tot i que les fulguracions són escasses i de potència moderada. Com a estrella variable rep la denominació CN Leonis. Fou descoberta el 1918 per mètodes astrofotogràfics per l'astrònom Max Wolf. L'estrella més propera és Ross 128, a 3,79 anys llum de Wolf 359.
Wolf 359 és una de les estrelles properes més febles i de menor massa conegudes. A la capa emissora de llum anomenada fotosfera, té una temperatura d'uns 2.800 K, que és prou baixa perquè els compostos químics es formin i sobrevisquin. Les línies d'absorció de compostos com l'aigua i l'òxid de titani(II) s'han observat a l'espectre. La superfície té un camp magnètic que és més fort que el camp magnètic mitjà del Sol. Com a resultat de l'activitat magnètica causada per la convecció, Wolf 359 és una estrella fulgurant que pot experimentar augments sobtats de lluminositat durant diversos minuts. Aquestes erupcions emeten forts esclats de radiació de raigs X i raig gamma que han estat observats pels telescopis espacials. Wolf 359 és una estrella relativament jove amb una edat de menys de mil milions d'anys. No s'ha confirmat cap company planetari, tot i que se sospita d'un candidat, i encara no s'han trobat discs de fragments.
Aquesta estrella és especialment famosa dins la saga de ciència-ficció Star Trek, ja que és on té lloc una de les batalles més importants de la Federació Unida de Planetes contra el col·lectiu Borg (The Next Generation, capítol The Best of Both Worlds; versió catalana: "La Nova Generació", capítol "El millor d'ambdós mons").

## Història observacional i nom
Wolf 359 va cridar l'atenció dels astrònoms per primera vegada a causa de la velocitat relativament alta de moviment transversal contra el fons, conegut com el moviment propi. Una alta velocitat de moviment adequat pot indicar que una estrella es troba a prop, ja que les estrelles més llunyanes s'han de moure a velocitats més altes per aconseguir la mateixa velocitat de viatge angular a través de l'esfera celeste. El moviment propi de Wolf 359 va ser mesurat per primera vegada el 1917 per l'astrònom Max Wolf, amb l'ajuda de l'astrofotografia. El 1919 va publicar un catàleg de més de mil estrelles amb alts moviments propis, inclosa aquesta, que encara s'identifiquen pel seu nom. Va enumerar aquesta estrella com a número d'entrada 359, i des d'aleshores l'estrella s'ha anomenat Wolf 359 en referència al catàleg de Max Wolf.
La primera mesura de paral·laxi de Wolf 359 es va informar l'any 1928 des de Mount Wilson Observatory, donant lloc a un canvi anual en la posició de l'estrella de 0,407 ± 0,009 segon d'arc. A partir d'aquest canvi de posició, i de la mida coneguda de l'òrbita de la Terra, es podria estimar la distància a l'estrella. Va ser l'estrella de menor massa i més tènue coneguda fins al descobriment de VB 10 el 1944. La magnitud infraroja de l'estrella es va mesurar el 1957. El 1969, es va observar una breu erupció en la lluminositat del Wolf 359, que l'enllaçava amb la classe d'estrelles variables coneguda com a estrelles fulgurants.

## Propietats

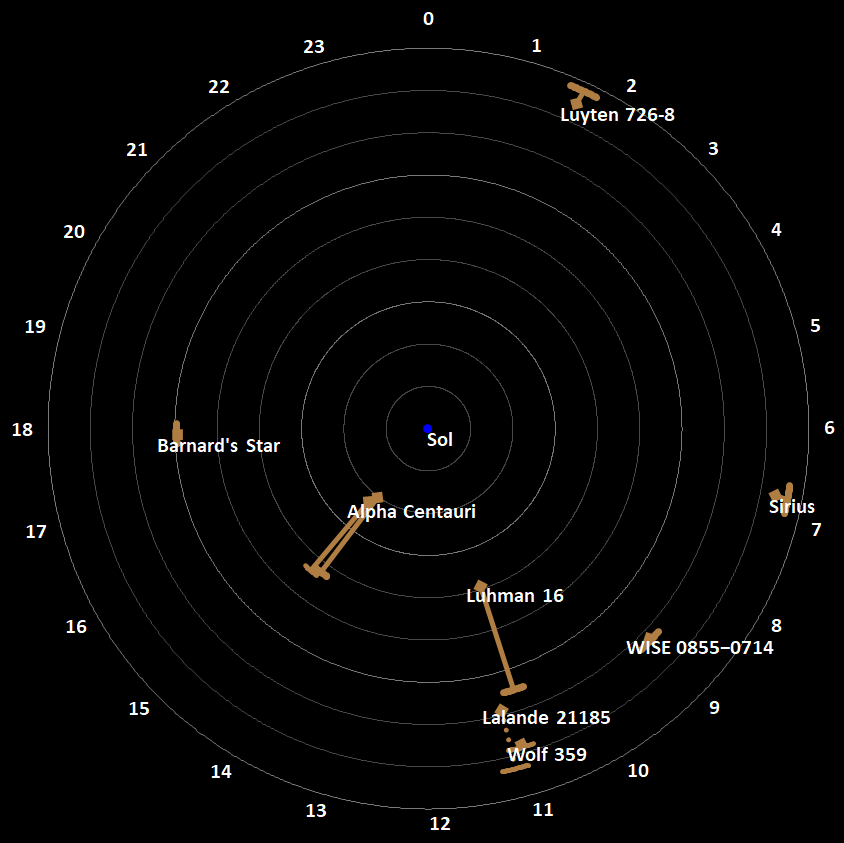
La posició de Wolf 359 en un mapa de radar entre tots els objectes estel·lars o sistemes estel·lars a 9 anys llum (ly) del centre del mapa, el Sol. Les formes de diamant són les seves posicions introduïdes segons l'ascensió recta en angle de les hores (indicat a la vora del disc de referència del mapa), i segons la seva declinació. La segona marca mostra la distància de cadascun del Sol, amb els cercles concèntrics que indiquen la distància en passos d'una línia.

Wolf 359 té una classificació estel·lar de M6, tot i que diverses fonts enumeren una classe espectral de M5.5, M6.5 o M8. La majoria de les estrelles de tipus M són nanes vermelles: s'anomenen vermelles perquè l'emissió d'energia de l'estrella arriba a un màxim a les parts vermelles i infrarojes de l'espectre. Wolf 359 té una lluminositat molt baixa, emetent al voltant del 0,1% de l'energia solar. Si es traslladés a la ubicació del Sol, semblaria deu vegades més brillant que la Lluna plena.
A un 11% estimat de la massa del Sol, Wolf 359 es troba just per sobre del límit més baix en què una estrella pot realitzar la fusió d'hidrogen mitjançant la reacció en cadena protó-protó: 8 % de la massa del Sol. (els objectes subestel·lars per sota d'aquest límit es coneixen com a nanes marrons.) El radi de Wolf 359 és un 14% estimat del radi del Sol, o sobre 97.000 km. Per comparació, el radi equatorial del planeta Júpiter és 71.492 km, que és un 73% tan gran com el Wolf 359.
L'estrella sencera està experimentant una convecció, per la qual cosa l'energia generada al nucli és transportada cap a la superfície pel moviment convectiu del plasma, en lloc de per transmissió a través de la radiació. Aquesta circulació redistribueix qualsevol acumulació d'heli que es genera a través de la nucleosíntesi estel·lar al nucli de l'estrella. Aquest procés permetrà que l'estrella romangui a la seqüència principal com una estrella que es fusiona hidrogen proporcionalment més temps que una estrella com el Sol on l'heli s'acumula constantment al nucli. En combinació amb una taxa més baixa de consum d'hidrogen a causa de la seva massa baixa, la convecció permetrà que Wolf 359 es mantingui una estrella de seqüència principal durant uns vuit bilions d'anys.
Una recerca d'aquesta estrella per part del telescopi espacial Hubble no va revelar cap company estel·lar. No s'ha detectat cap excés d'emissió d'infrarojos, cosa que pot indicar la manca d'un disc de fragments en òrbita al seu voltant.

### Atmosfera exterior
La capa exterior que emet llum d'una estrella es coneix com a fotosfera. Les estimacions de temperatura de la fotosfera de Wolf 359 oscil·len entre 2.500 K i 2.900 K, que és prou freda perquè es produeixi la química d'equilibri. Els compostos químics resultants sobreviuen el temps suficient per ser observats a través de les seves línies espectrals. A l'espectre de Wolf 359 apareixen nombroses bandes moleculars, incloses les de monòxid de carboni (CO), hidrur de ferro (FeH), hidrur de crom (CrH), aigua (H₂O), hidrur de magnesi (MgH), òxid de vanadi (II) (VO), òxid de titani(II) (TiO) i possiblement la molècula CaOH. Com que no hi ha línies de liti a l'espectre, aquest element ja deu haver estat consumit per fusió al nucli. Això indica que l'estrella ha de tenir almenys 100 milions d'anys.
Més enllà de la fotosfera hi ha una regió nebulosa i d'alta temperatura coneguda com a corona estel·lar. L'any 2001, Wolf 359 es va convertir en la primera estrella diferent del Sol a tenir l'espectre de la seva corona observada des d'un telescopi terrestre. L'espectre mostrava línies d'emissió de Fe XIII, que és ferro fortament ionitzat que ha estat despullat de dotze dels seus electrons. La força d'aquesta línia pot variar durant un període de diverses hores, la qual cosa pot ser una prova de l'escalfament de microerupció.

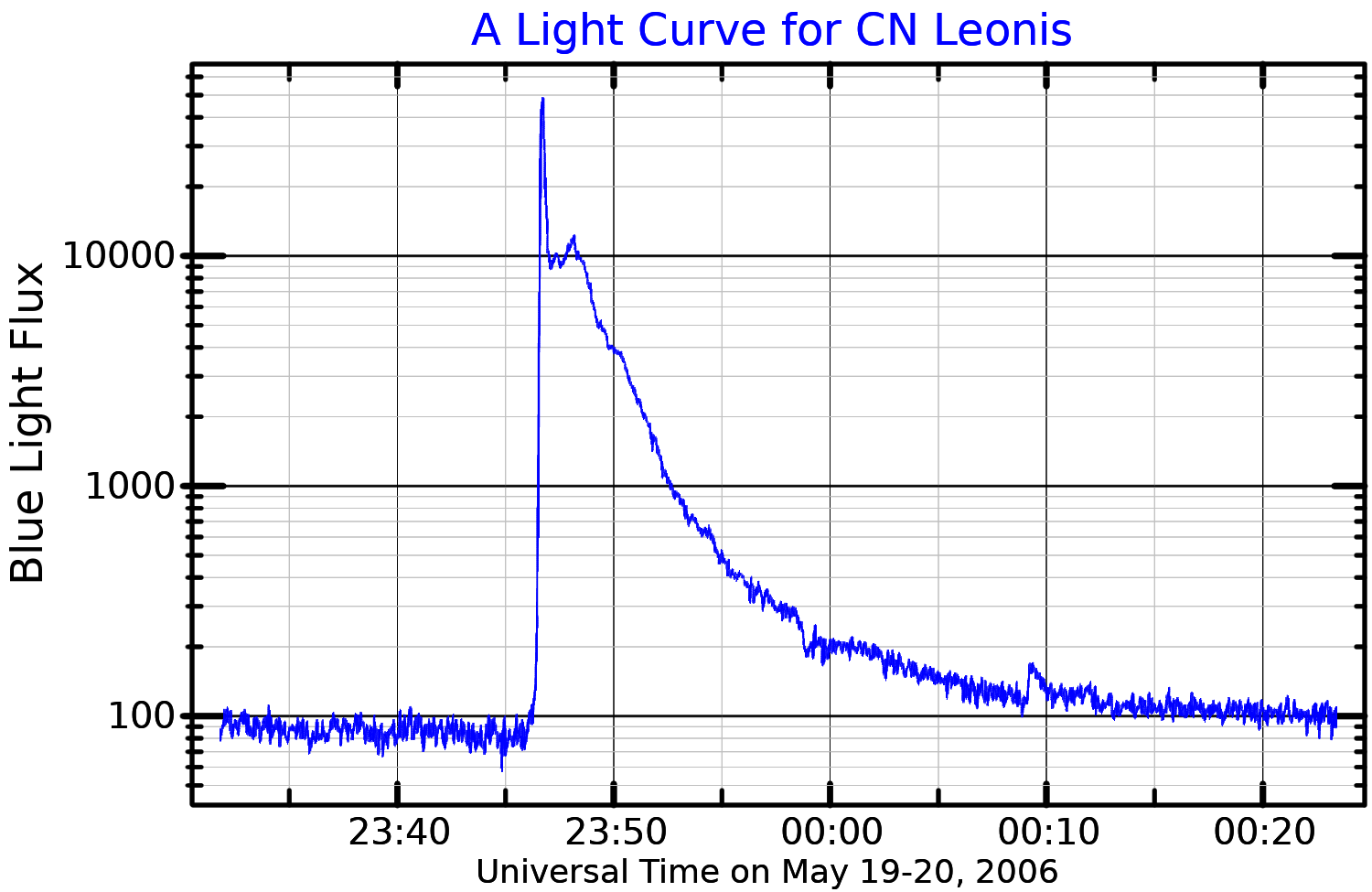
Una corba de llum de banda blava per a una erupció a CN Leonis, adaptada de Liefke et al. (2007)

Wolf 359 està classificat com una estrella fulgurant de tipus UV Ceti, que és una estrella que pateix augments breus i energètics de lluminositat a causa de l'activitat magnètica a la fotosfera. La seva designació d'estrella variable és CN Leonis. Wolf 359 té una taxa d'erupció relativament alta. Les observacions amb el telescopi espacial Hubble van detectar 32 esdeveniments d'erupcions en un període de dues hores, amb energies de 1027 ergs (1020 joules) i superiors. El camp magnètic mitjà a la superfície de Wolf 359 té una força d'uns 2,2 kG (0,22 tesles), però això varia significativament en les escales de temps, perquè són curtes com sis hores. En comparació, el camp magnètic del Sol té una mitjana de 1 gauss (100 μT), tot i que pot arribar fins a 3 kG (0,3 T) a les regions actives de la taca solar. Durant l'activitat de les erupcions, s'ha percebut que Wolf 359 emet raigs X i raigs gamma.

### Moviment

Distàncies de les estrelles més properes des de fa 20.000 anys fins a 80.000 anys en el futur. Wolf 359 no es mostra, però actualment té una distància de 7,9 i augmenta, amb el mínim de 7,3 a uns -13.850 anys

La rotació d'una estrella provoca un desplaçament Doppler a l'espectre. De mitjana, això es tradueix en una ampliació de les línies d'absorció en el seu espectre, amb les línies que augmenten d'amplada amb velocitats de rotació més altes. Tanmateix, només el moviment de rotació en la direcció de l'observador es pot mesurar per aquest mitjà, de manera que les dades resultants proporcionen un límit inferior a la rotació de l'estrella. Aquesta velocitat de rotació projectada de l'equador de Wolf 359 és inferior a 3 km/s, que està per sota del llindar de detecció mitjançant l'ampliació de la línia espectral. Aquesta baixa velocitat de rotació pot haver estat causada per la pèrdua de moment angular a través d'un vent estel·lar. Normalment, l'escala de temps per a la baixada d'una estrella a la classe espectral M6 és d'aproximadament 10.000 milions d'anys, perquè estrelles totalment convectives com aquesta perden la seva rotació més lentament que altres estrelles. Tanmateix, els models evolutius suggereixen que Wolf 359 és una estrella relativament jove amb una edat de menys de mil milions d'anys.
El moviment adequat del Wolf 359 contra el fons és de 4,696 segons d'arc per any, i s'allunya del Sol a una velocitat de 19 km/s. Quan es tradueix al sistema de coordenades galàctiques, aquest moviment correspon a una velocitat espacial de (U, V, W) = (−26, −44, −18) km/s. La velocitat espacial de Wolf 359 implica que pertany a la població d'estrelles de disc antic. Segueix una òrbita a través de la Via Làctia que l'aproparà com 205 kly (63 kpc) i tan llunyana com 28 quiloanys llum (8.6 kpc) des del Centre Galàctic. L'òrbita galàctica té una excentricitat de 0,156, i l'estrella pot viatjar fins a 444 anys llum (136 pc) lluny del pla galàctic. El veí estel·lar més proper a Wolf 359 és la nana vermella Ross 128 a 3.79 a.l. (1.16 pc) de distància. Fa aproximadament 13.850 anys, Wolf 359 es trobava a la seva distància mínima d'aproximadament 7.35 a.l. (2.25 pc) del Sol.

## Recerca de planetes
Les mesures de velocitat radial d'aquesta estrella el 2011 utilitzant l'instrument l'Espectròmetre d'Infrarojos Propers (NIRSPEC) a l'observatori Keck II no van revelar cap variació que, d'altra manera, pogués indicar la presència d'un company en òrbita. Aquesta instrumentació és prou sensible per detectar les pertorbacions gravitatòries de companys massius de període curt amb la massa de Neptú o superior.
El juny de 2019, un equip internacional d'astrònoms liderat per Mikko Tuomi de la Universitat de Hertfordshire, Regne Unit, va presentar una preimpressió amb els resultats de la primera detecció informada de dos exoplanetes candidats que orbiten al llop. 359 utilitzant el mètode de velocitat radial d'observacions amb HARPS a Xile i HIRES a Hawaii. Si es confirmessin aquests planetes, la configuració del sistema seria semblant però més extrema que la de la nana vermella propera Pròxima del Centaure, ambdós amb un planeta de poca massa proper i un planeta més llunyà de massa més gran. El planeta interior, Wolf 359 c, rebria unes tres vegades més radiació estel·lar que la Terra, per la qual cosa és molt poc probable que sigui un planeta habitable.
Més observacions del sondeig CARMENES han trobat que el senyal de velocitat radial corresponent al planeta interior candidat Wolf 359 c és un fals positiu, resultat de la rotació de l'estrella en lloc d'un company planetari. Un estudi de seguiment del 2023 que utilitzava dades de velocitat radial de MAROON-X, CARMENES, HARPS i HIRES, així com dades d'imatge, no va poder confirmar ni refutar Wolf 359 b. Aquest estudi va descartar l'existència de qualsevol nana marró o gegant de gas massiu acompanyant dins de 10 UA de l'estrella, planetes més de la meitat de la massa de Júpiter dins d'1 ua i planetes més massius que Urà dins de 0,1 ua.
| Companya (per ordre des de l'estrella) | Massa               | Semieix major (ua) | Període orbital (dies) | Excentricitat   | Inclinació | Radi |
| -------------------------------------- | ------------------- | ------------------ | ---------------------- | --------------- | ---------- | ---- |
| b (sense confirmar)                    | ≥43,9+29,5 −23,9 M⊕ | 1,845+0,289 −0,258 | 2.938±436              | 0,04+0,27 −0,04 | ?          | ?    |